# طرازية

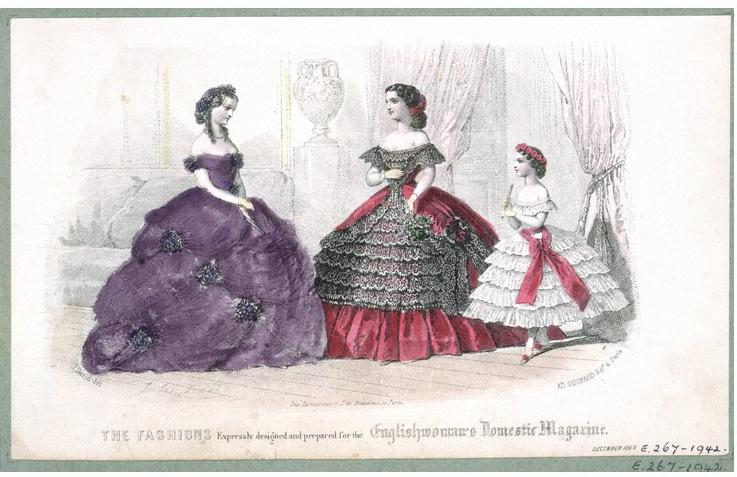
طرازية، 1860 متحف فكتوريا وألبرت رقم. E.267-1942

الطِّرازية أو لوحة صيحات الأزياء هي رسم توضيحي (لوحة) توضح أبرز صيحات الملابس. تُصنع تقليدياً من خلال النقش أو النقش الخطي أو الطباعة الحجرية ثم تُلَوَّن باليد. يميل أفضلهم إلى «بلوغ درجة عالية جدًا من القيمة الجمالية» وذلك نقلاً عن المؤرخ جِمس لَفَر،.
لا تُصورالطِّرازيات عادة أشخاصًا محددين. لكنها تأخذ الشكل العام من اللوحات والتي تُملي أسلوب الملابس الذي يمكن للخياط أو مصمم الملابس أو المتجر صنعها أو بيعها، أو توضح كيفية صنع الملابس من مواد مختلفة. يمكن العثور على هذه اللوحات في الأغلب في مجلات الأزياء النسائية التي بدأت تظهر خلال العقود الأخيرة من القرن الثامن عشر. يُستخدم المصطلح غالباً مجازياً، إشارة إلى الشخص الذي يتوافق لباسه مع أحدث صيحات الموضة.
يغلب أن تُستخدم الطرازيات مصدرًا أساسًا لدراسة تاريخ الموضة، مع من أن المعلقين يحذرون من أنها كتالوجات راقية تخيلية ولا يُفترض أن غالبية الناس يرتدون الملابس بنفس الطريقة التي تُعبر عنها هذه اللوحات. هناك منهج أكثر دقة لاستخدام الطِّرازيات للدراسة وهي معاملتها مثل مجلة أزياء عصرية راقية أو نافذة متجر لمصمم تسمح لنخبة من الأشخاص فقط لارتداء هذه القطع الفاخرة.

## التاريخ
كانت الطِّرازيات نادرة قبل الثورة الفرنسية. كانت هذه الطريقة في نشر الصيحات العصرية شائعة خلال القرن التاسع عشر وأوائل القرن العشرين. ولكن تعود أصول اللوحات تعود إلى القرن السادس عشر، حتى لو لم يستمر استخدامها. كانت الصور الشخصية، وخاصة الصور الشخصية الملكية، بمثابة الأساس للوحات صيحات الأزياء المستقبلية، حيث أنها كانت مؤشر عن أشكال الملابس والأقمشة والزخارف الشائعة في ذلك الوقت. كانت الدمى أيضًا شائعة قبل الطِّرازيات. في الواقع، اشتهرت خياطة ماري أنطوانيت، روز بيرتين، بأنها َتجول في القارة كل عام بعربات تحتوي على دمى ترتدي أحدث الصرعات العصرية.
ظهرت الطِّرازيات لأول مرة في نهاية القرن الثامن عشر في إنجلترا وليس في فرنسا كما هو متوقع. ومن أوائل الموزعين للوحات صيحات الأزياء مجلة السيدة [الإنجليزية] التي بدأت بوضع اللوحات في المجلة ونشرتها عام 1770، لتعم هذه الصيحة الجديدة جميع أنحاء أوروبا. في فرنسا، كان لا جاليري ديس موفيس رائدًا في نشر الطِّرازيات. تضم هذه السلسلة أكثر من 400 طبعة، وأصدرها تجار المطبوعات جاك إسناوت (أو إسنو) وميشيل رابيلي بشكل متقطع بين عامي 1778 و1787 ومهدت الطريق لتوزيع مجلات شهيرة مثل متجر أزياء فرنسي وإنجليزي جديد. ومع تطور التكنولوجيا، زادت سرعة التواصل والاتنقال، مما سمح للمستهلكين الوصول إلى الموضات الأجنبية والإكسسوارات وتسريحات الشعر. كما أن ظهور الطبقة الوسطى المتعلمة صنع جمهور واعي أكثر بالموضة، مكرسيين أنفسهم لمنشورات الطِّرازيات الأخيرة.

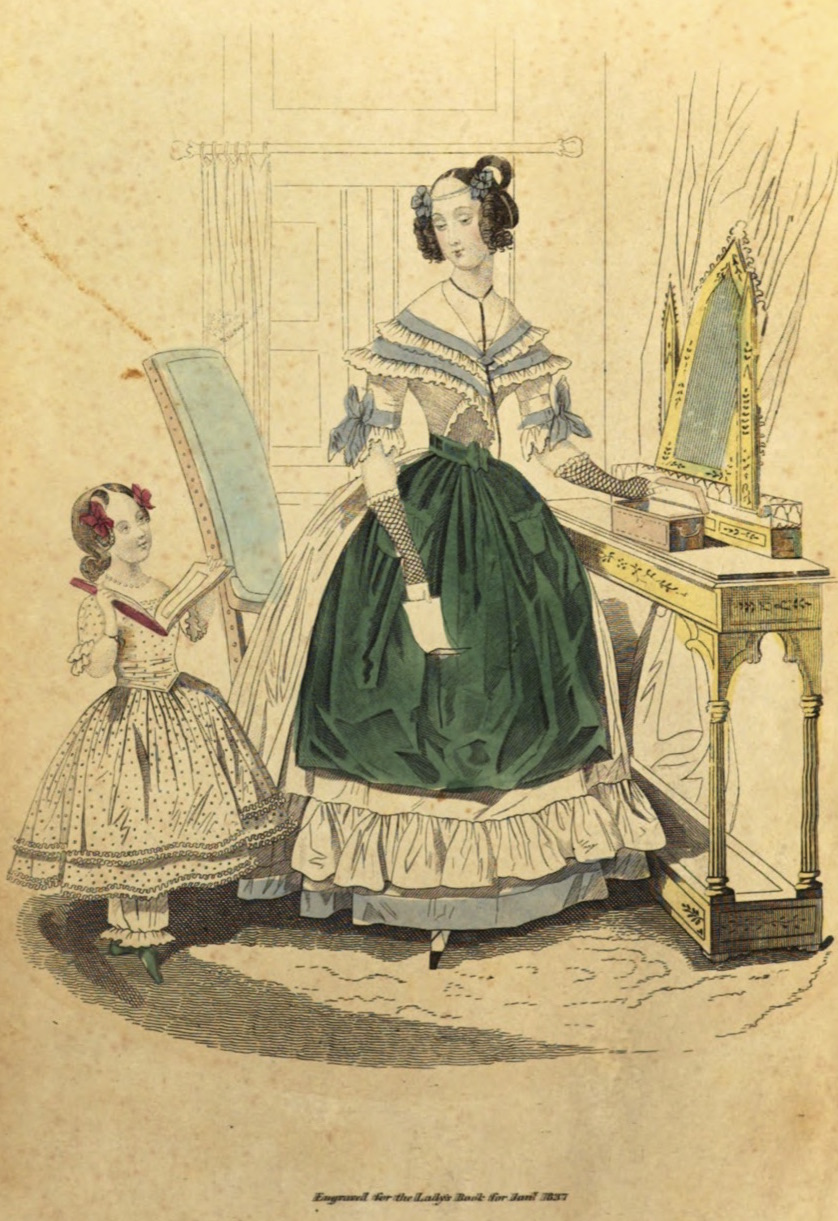
لوحة صيحات الأزياء، كتاب السيدة جودي، يناير 1837

بحلول ثلاثينيات القرن التاسع عشر، بدأت المجلات الأمريكية في وضع الطِّرازيات بمجلاتهم، على الرغم من أنها غالبًا كانت مشتقة من أصول فرنسية مستوردة. تفاخرت المجلات الأكثر شعبية في فترة ما قبل الحرب، بما في ذلك مجلة كتاب السيدة جودي [الإنجليزية] ومنافسيها، وخاصة مجلة جراهام [الإنجليزية] ومجلة بيترسون [الإنجليزية]، بجودة الطِّرازيات الخاصة بهم. ادعى الناشر لويس أنطوان جودي في يناير 1857 أن الطِّرازيات الخاصة به - الملونة يدويًا بواسطة مجموعة مكونة من 150 رسَّامات تلوين - «تفوق كل اللوحات الأخرى».  حرص جودي أيضًا على التأكد من أن قرائه كانوا على دراية بالتكلفة الباهظة لألواح صيحات الأزياء الخاصة به، وبالفعل، قام بعض القراء بإزالتها من المجلة وعرضها على أنها فن.
كان هناك افتراض سائد في الولايات المتحدة قبل الحرب أن «مادام أن الشخص يعرض نفسه على العلن، إذاً إن لباسه هو مؤشر لذوقه الأخلاقي وصلاحه أو انحرافهم». بعض الأميركيين ذوي النفوذ، بما في ذلك، محررة مجلة جودي سارة جوسيفا هال، أعربت عن قلقها إزاء تأثير الأزياء الأوروبية المترفة على أخلاق المواطنات من الحزب الجمهوري، وسعت إلى تعزيز البساطة والتهذيب سمةً لطراز الملابس الأمريكية. ولكن ساعد السوق المدفوع بالمستهلكين والمنافسة المتزايدة بشكل دوريعلى انتشار الطِّرازيات بشكل متزايد خلال أربعينيات القرن التاسع عشر. لحل هذه المشكلة السياسية، تباهى محررو المجلات بلوحات صيحات الأزياء في مجلاتهم على أنها إبداعات أصلية، مستشهدين بعواصم الموضة في البلاد مثل مدينتي نيويورك أو فيلادلفيا كمصدر إلهام.
أدت الشعبية المتزايدة للتصوير الفوتوغرافي في أوائل القرن العشرين إلى محو لوحات أزياء الموضة، حيث قدمت الصور تصويرًا واقعيًا للأنماط العصرية.
في أواخر السبعينيات وأوائل الثمانينيات، أعادت شركة تومي إحياء هذا المفهوم بتصميم لعبة باسم الطِّرازيات.

## روابط خارجية
- مجموعة Fashion Plate ، القرن التاسع عشر في المكتبة الرقمية لكليات كليرمونت
- ستيل ، فاليري: أزياء باريس: تاريخ ثقافي ، مطبعة جامعة أكسفورد، 1988،(ردمك 0-19-504465-7) .
- مجموعة Fashion Plate في جامعة واشنطن